# Ordre du Mérite indochinois
 (décembre 2024).
Si vous disposez d'ouvrages ou d'articles de référence ou si vous connaissez des sites web de qualité traitant du thème abordé ici, merci de compléter l'article en donnant les références utiles à sa vérifiabilité et en les liant à la section « Notes et références ».
 (décembre 2024).
Si vous disposez d'ouvrages ou d'articles de référence ou si vous connaissez des sites web de qualité traitant du thème abordé ici, merci de compléter l'article en donnant les références utiles à sa vérifiabilité et en les liant à la section « Notes et références ».
L’ordre du Mérite indochinois était un ordre régional de France décerné par le gouverneur-général de l'Indochine française pour la population locale de l'Indochine française.

## Historique
Créé le 30 avril 1900 par le gouverneur général de l'Indochine française Paul Doumer, l'ordre était destiné à récompenser la population locale d'Indochine pour les services à l'agriculture, le commerce, l'industrie et de l'art. Cette décoration n'avait pas de statut comme une récompense officielle coloniale française, mais a un décoration locale uniquement pour la population du Laos, du Cambodge, du Tonkin, la Cochinchine et Annam. Régi par un Conseil de l'Ordre, il a été divisé en trois classes avec une limite sur le nombre de membres de chaque classe. La 3e classe, a été limitée à 500 membres. La 2e classe a été limitée à 100 membres. La 1re classe a été limitée à 15 membres.

## Description
L'insigne de l'Ordre est une boule à pointe à six branches étoiles aux côtés concaves. Dans le centre de l'étoile est un médaillon rond à rebord. Dans le centre du médaillon est l'inscription en annamite idéogramme l’écriture « Il est digne de développer la connaissance ». Sur la jante est l'inscription « Indochine française ». Rattaché à la balle du bras le plus haut de l'étoile sont deux branches de laurier, qui agissent comme un anneau pour attacher la star de son ruban. Le ruban de l'ordre est jaune soie moirée. L'Ordre a été présenté dans le 1er degré en or, 2e degré en argent, et le bronze au troisième degré.[style à revoir]